# Синко де Майо
Синко де Майо (произнесено [ˈsiŋko ðe ˈmaʝo]; от испански: Cinco de Mayo – „пети май“) е празник в Мексико, отбелязван ежегодно на 5 май.
Датата се празнува в чест на победата на мексиканската армия под ръководството на генерал Игнасио Сарагоса над Втората френска империя в битката при град Пуебла на 5 май 1862 година.
В Мексико събитията, организирани в памет на битката, са до голяма степен церемониални – военни паради или възстановки на сражението. В Пуебла на този ден се организират фестивал на изкуствата, фестивал на местната кухня, както и възстановка на събитието.
Празникът става популярен и в Съединените американски щати, където се свързва и с честването на мексиканско-американската култура. Празненствата в САЩ включват паради и фестивали с типично мексиканска храна, музика и танци. Понякога Синко де Майо е бъркан с Деня на независимостта на Мексико – най-важният национален празник на страната, който се чества на 16 септември, в чест на „Вика на Долорес“, събитието, което инициира войната за независимостта на Мексико от Испания.